# Palác Koruna
Palác Koruna, známý také jako automat Koruna, je pozdně secesní budova z počátku 20. století stojící na Novém Městě na rohu Václavského náměstí č.p. 846 a ulice Na příkopě. Od roku 1983 je budova památkově chráněna (rejstříkové číslo 41360/1-2058).

## Historie budovy a vlastníci

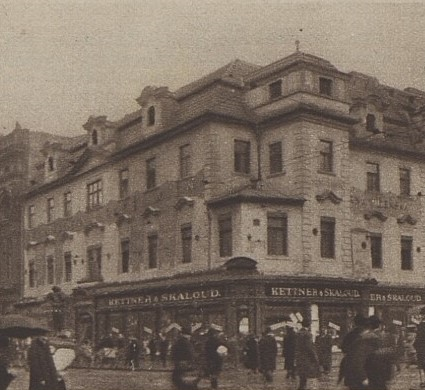
Dům U Spinků, předchůdce Paláce Koruna (před 1910)

Dnešní palác Koruna stojí na místě, kde na konci 19. století stával dům U Spinků. V jeho kavárně Café Wien se v šedesátých letech 19. století scházívali čeští vlastenci, mezi nimi František Palacký, František Ladislav Rieger či František August Brauner.
Dům U Spinků byl zbourán v roce 1912 a na jeho místě byl postaven (stavební povolení vydal Magistrát hlavního města Prahy ke dni 24. dubna 1912) a otevřen dne 7. března 1914 (povolen k užívání) palác ve slohu pozdní secese. Šlo o jeden z prvních domů s železobetonovou konstrukcí, vznikl jako obestavba Haasova domu koberců (čp. 847). Budovu vybudovala na své náklady První česká všeobecná akciová společnost pro pojišťování na život, jež se později přejmenovala na „Koruna“.
V letech 1991–1996 bylo přízemí a podzemí budovy adaptováno pro obchodní účely (několikapodlažní prodejna Bontonland). Původně zde bylo podzemní kino a plovárna.
Do roku 2010 budovu vlastnila státní společnost Technoexport, kterou v roce 2009 zprivatizovala společnost Chemoprojekt, a.s. podnikatele Tomáše Plachého. V roce 2010 se budova odštěpila do samostatné společnosti Koruna Palace Assets a.s., kterou vlastnila společnost Chemoprojekt. V roce 2014 se jediným akcionářem společnosti stala Safichem Group AG podnikatele Tomáše Plachého.

## Architektura
Palác projektovali architekti Antonín Pfeifer a Matěj Blecha. Základem stavby je železobetonová skeletová konstrukce, zasahující dvě patra pod zemí a čtyři patra nad zemí. Budova má lomenou průchozí pasáž s dvoranou a také má výraznou nárožní věž s korunou podpíranou atlanty, dvorana má kupoli s vitrážemi.

## Využití
V budově sídlí 108 právnických osob a je zde 46 provozoven.

### Zaniklý Automat Koruna

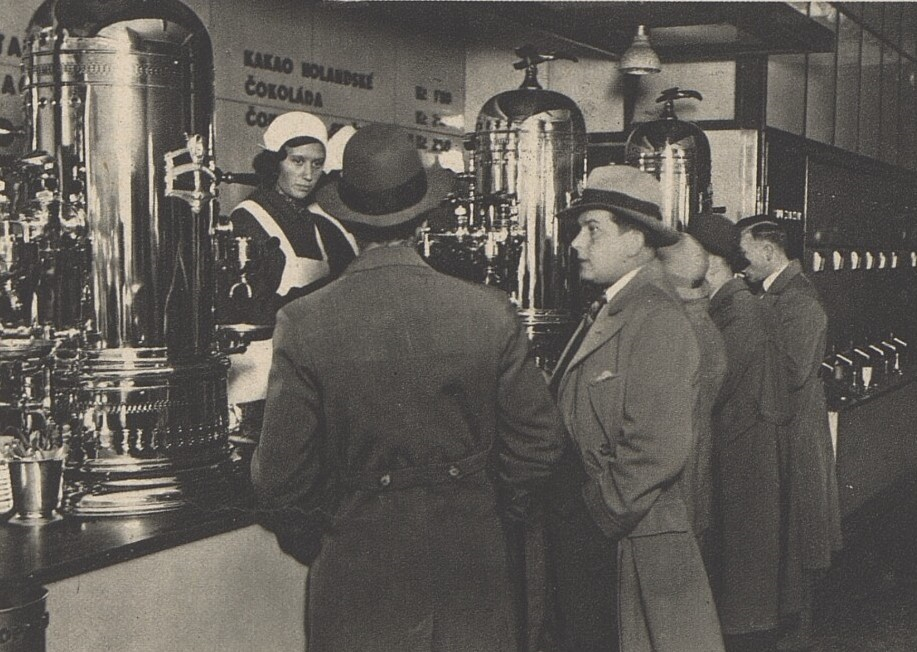
Automat Koruna, 1932

V roce 1931 byl otevřen první „Koruna-Automat“ v pražském paláci Koruna. V meziválečném Československu si tak mohli občané také po vhození mince natočit z mosazného kohoutku limonádu a z automatického okénka ochutnat obložený chlebíček, oblíbené byly také vepřenky nebo jahodový koktejl. V roce 1948 byl Automat Koruna znárodněn. Část automatu před rokem 1978 ustoupila vstupům metra, definitivně byl uzavřen v roce 1992.

## Galerie

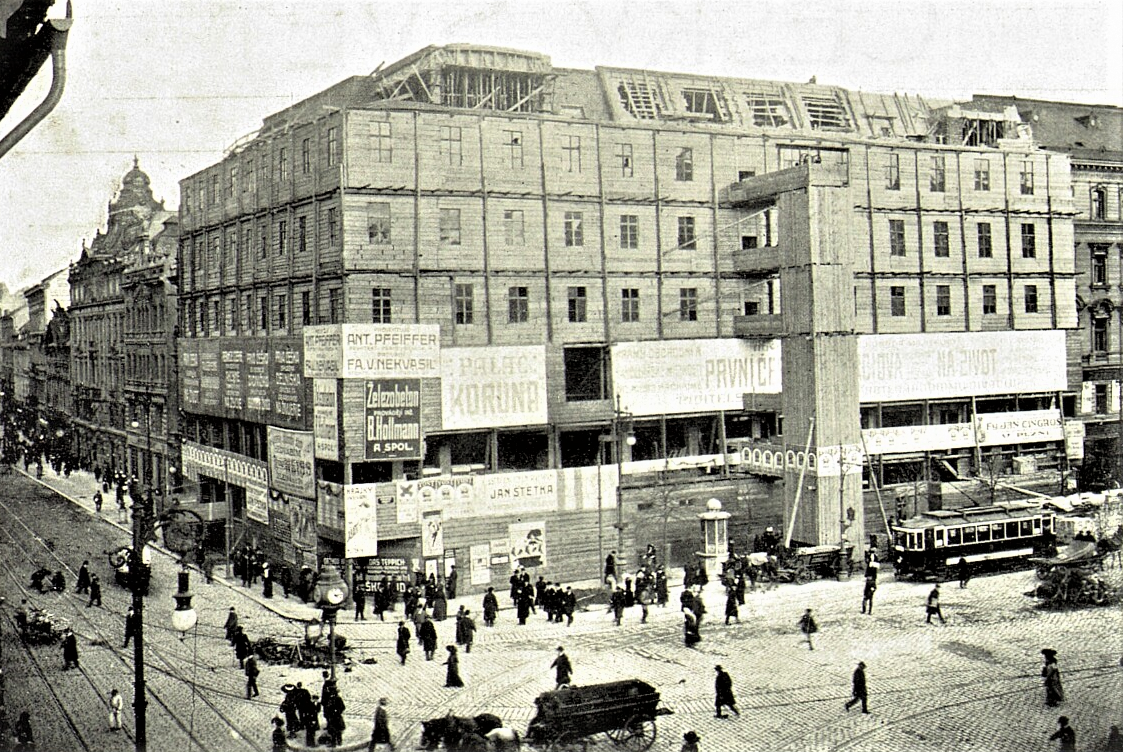
Stavba paláce Koruna, Praha, zima 1911/1912
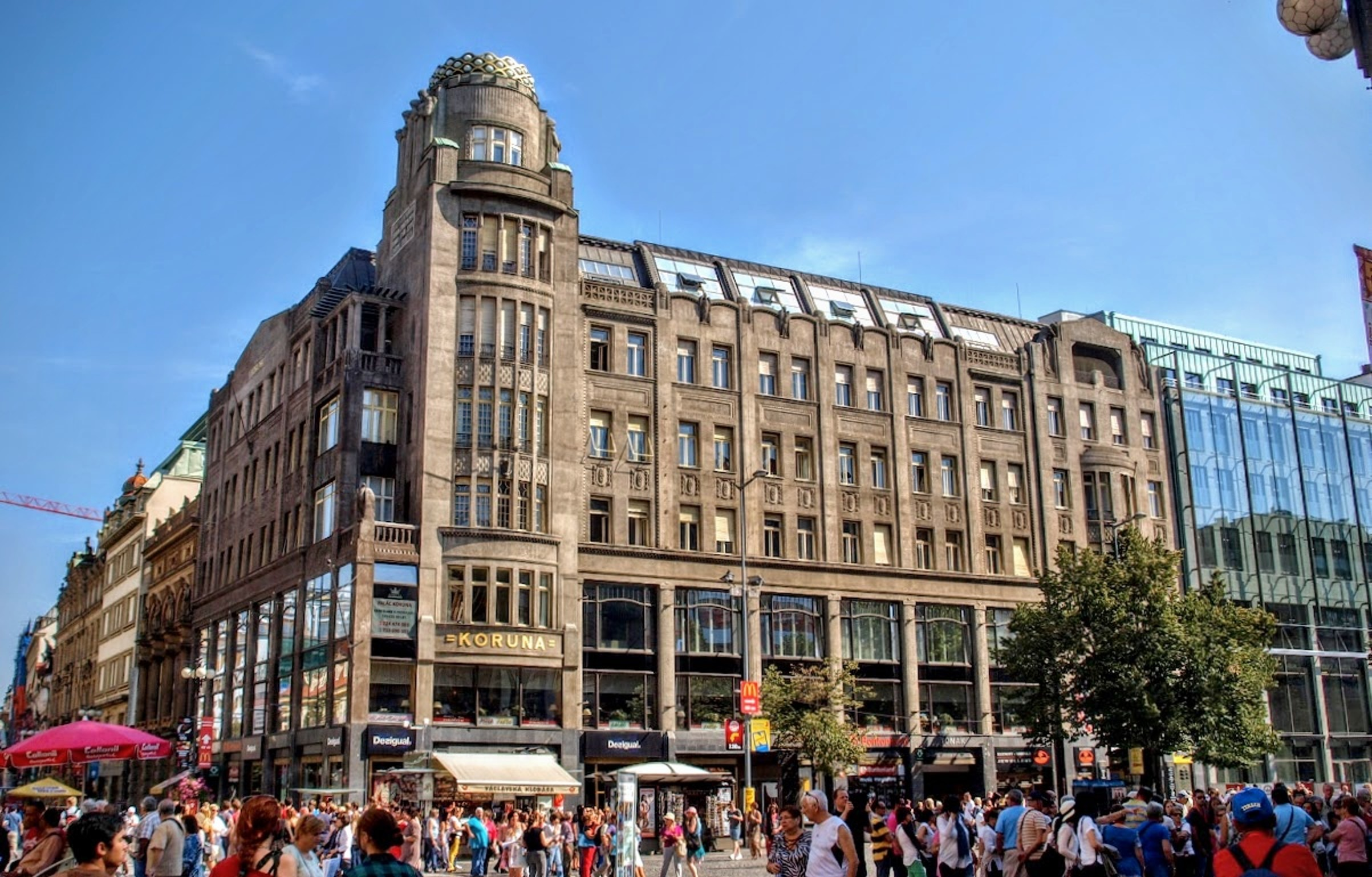
Palác koruna z Václavského náměstí
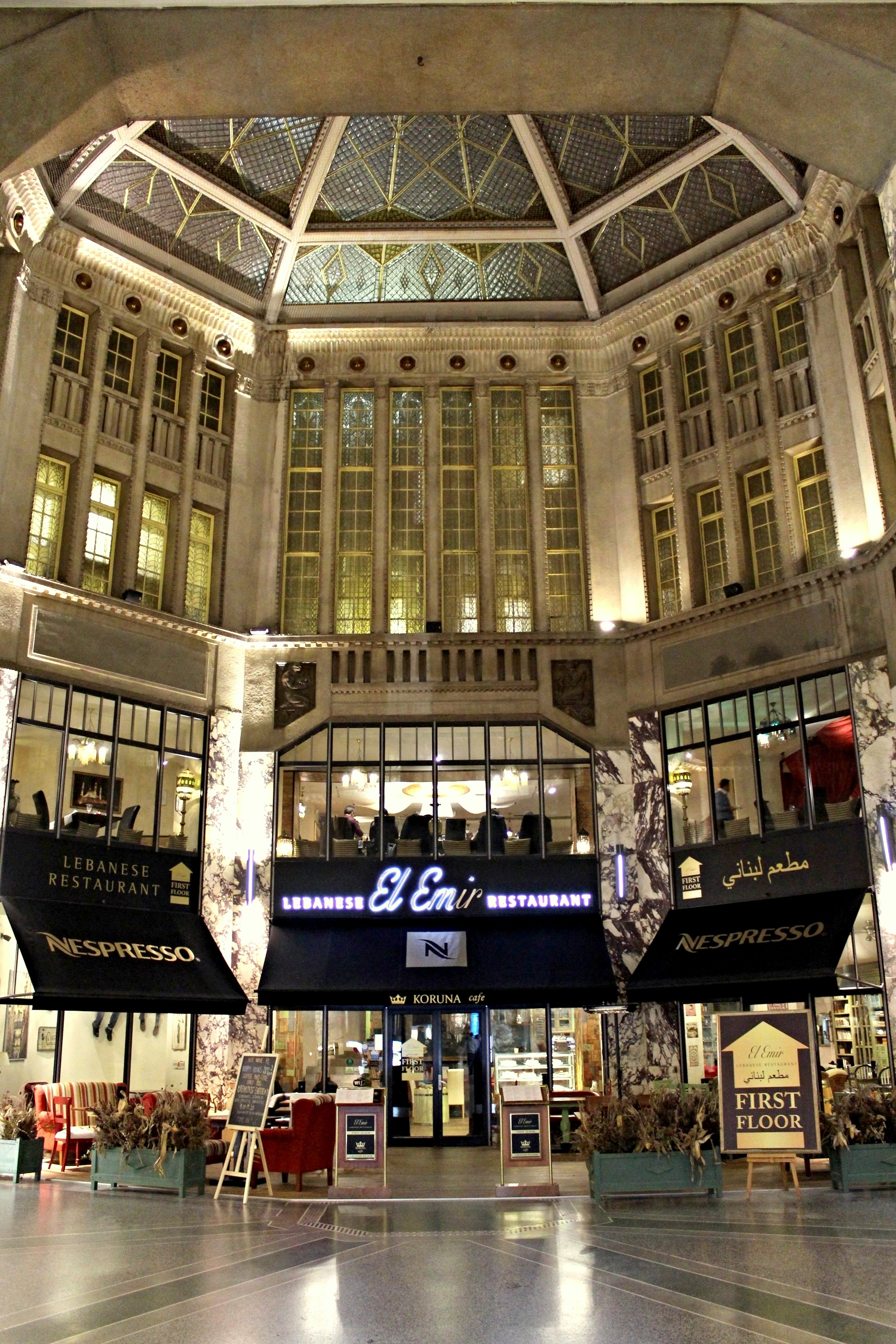
Pasáž paláce Koruna
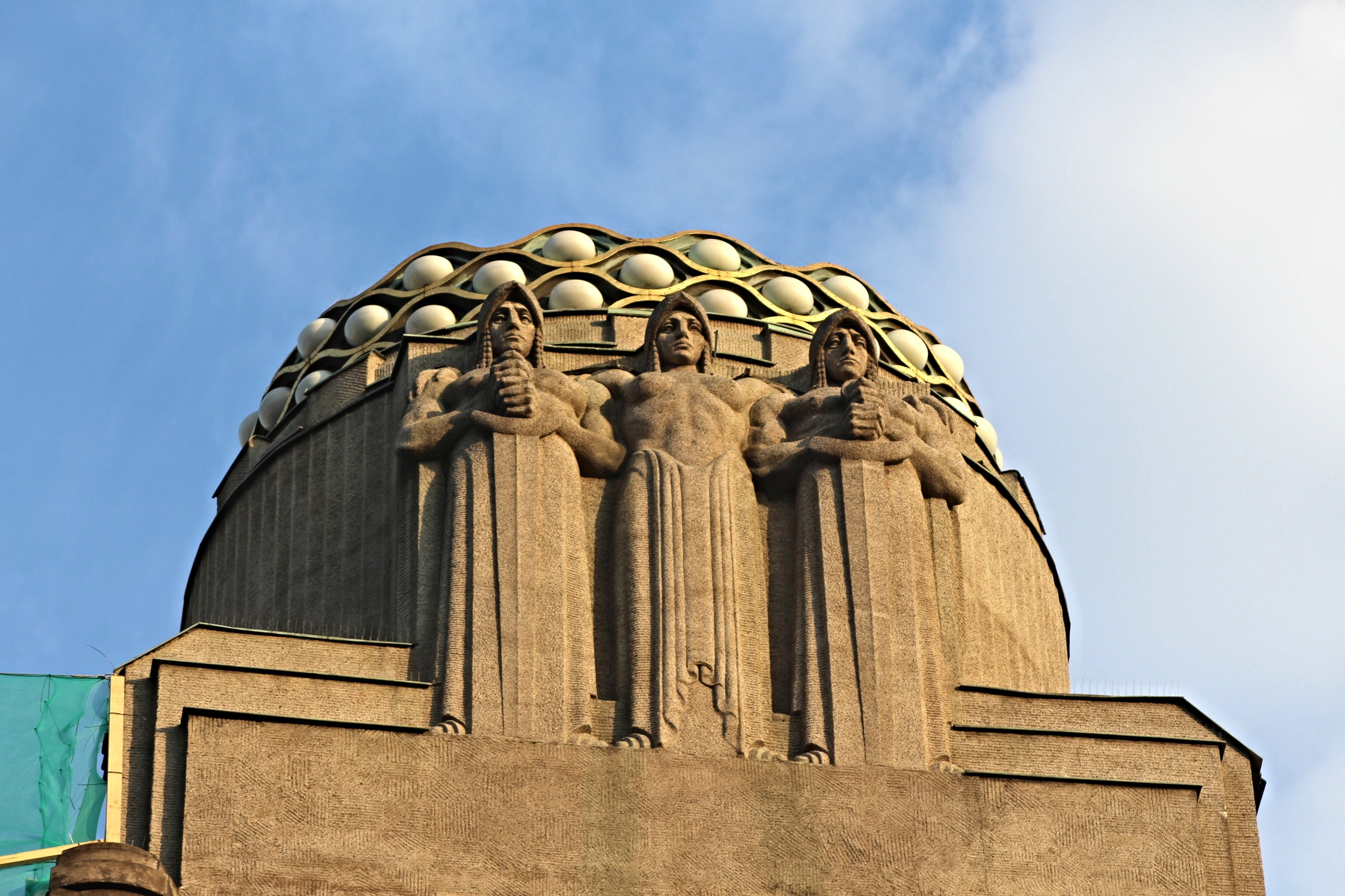
Vrchol paláce s „korunou“
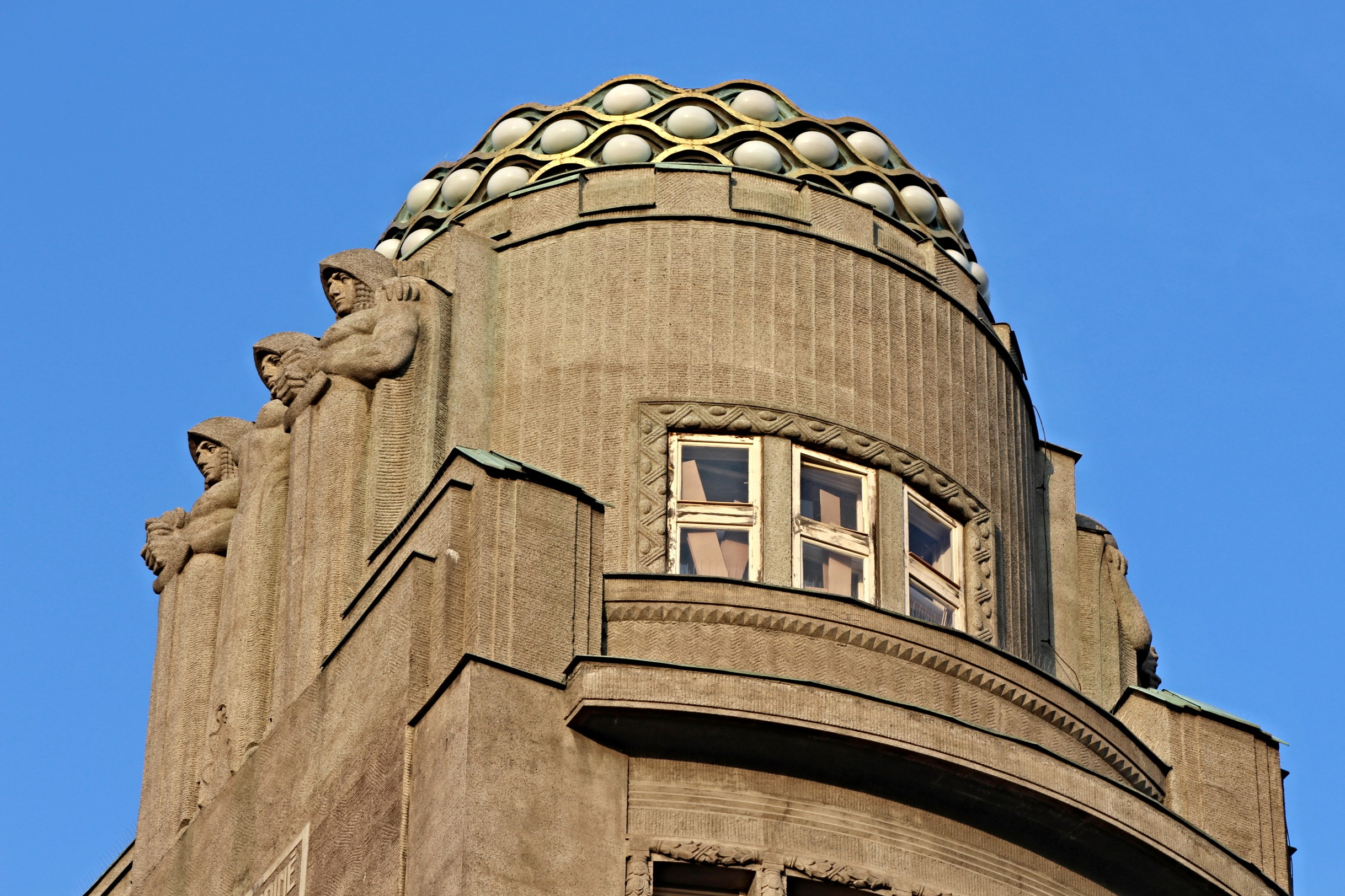
Vrchol paláce